# Équatoria-Central
Pour les articles homonymes, voir Équatoria (homonymie).
L'Équatoria-Central (en anglais: Central Equatoria) est un des 10 États du Soudan du Sud. Avec une superficie 22 956 km², il est le plus petit État du pays. 
La capitale de l'État, comme celle du pays, est Djouba.
Les autres villes importantes sont : Kajokeji, Liria, Mangalla, Rokon, Tali, Terakeka et Yei.

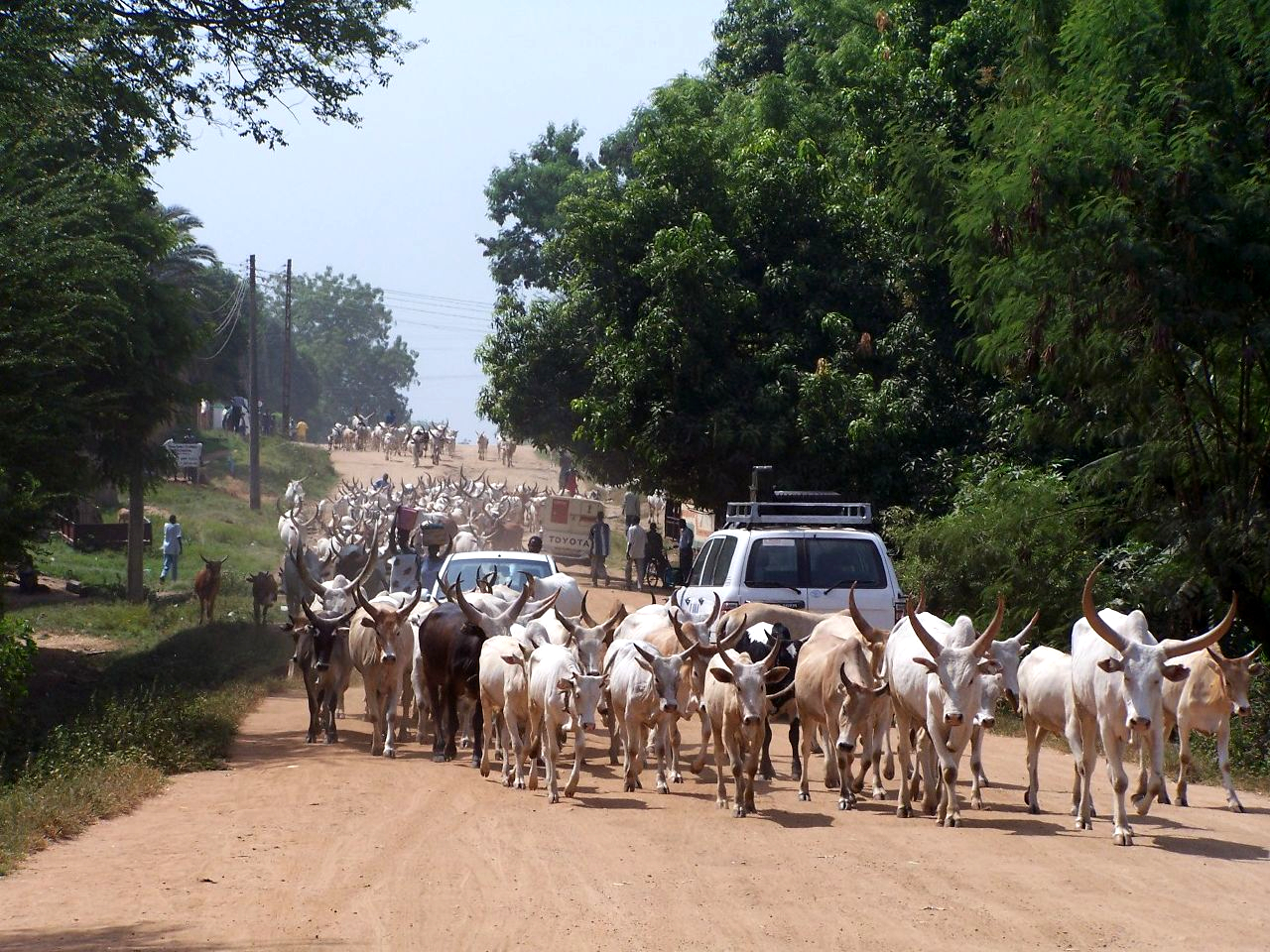
Bétail dans la rue à Djouba

## Histoire
Le territoire fut pour partie administré par l'État indépendant du Congo fin du XIXe siècle, car faisant partie de l'Enclave de Lado.
Il était autrefois nommé Rivière des Montagnes (en arabe : بحر الجبل, Bahr al Jabal) en raison de la présence d'un affluent du Nil Blanc. Lors de la première assemblée législative intérimaire se déroulant le 1er avril 2005, il est renommé de son nom actuel par le gouvernement sud-soudanais.
Le 9 juillet 2011, l'état fait sécession du Soudan lors de la création du Soudan du Sud.

## Divisions administratives
L'Équatoria-Central, comme tous les autres États du Soudan du Sud, est divisé en comtés. Ces derniers sont ensuite séparés en Payams, puis en Bomas. Chaque comté est dirigé par un commissaire, nommé par le président. 
Les 6 comtés sont:
- Comté de Djouba
- Comté de Kajo Keji
- Comté de Lainya
- Comté de Morobo
- Comté de Terekeka
- Comté de Yei